# Surreal (репер)
Филип Арсенијевић (Београд, 9. март 1990), познатији под својим уметничким именом Surreal (ч. ’сурил’), je српски треп музичар.

## Биографија
Филип Арсенијевић је рођен 1990. године у Београду, од оца Владимира Арсенијевића, најмлађег добитника Нинове награде. Музиком је почео да се бави 2010. године, када је почео да репује под именом Сурова реалност. Убрзо након тога је отпутовао у Америку, где је живео три године, па је тамо променио своје уметничко име у Surreal.
Свој први микстејп објавио је након повратка у Србију, 2013. године. Микстејп носи назив Sextape и на њему се налази осам песама. Иако први микстејп није прошао запажено, Surreal је након тога издао још један микстејп, Drugs. Без већег успеха у музичком свету, Филип је отпутовао за Шпанију.
Из Шпаније се вратио августа 2017. године, када је наставио да се бави музиком. Ширу популарност стекао је песмом Ја сам у гасу коју је објавио марта 2018. године, а песма представља дует са Фоксом. Исте године објавио је и свој први студијски албум под називом Сам у кући за продукцијску кућу Басивити. Такође, 13. октобра 2018. године је заједно са репером Милијем објавио ЕП Мало јачи гас.
Пред сам крај 2018. године, Surreal је објавио песму Марихуана. Песму је продуцирао Александар Милић Мили, фронтмен групе Милиграм, а исту изводе Милиграм, Surreal и Јелена Карлеуша.
Дана 6. јула 2019. године, наступио је на Exit фестивалу, на Фјужн стејџу као део Bassivity Showcase-а са Фоксом, Саром Јо, Elon-ом, Kuku$-ом и Сенидом.
Филип је имао епизодну улогу у серији Јужни ветар, која је емитована почетком 2020. године.
Surreal је 26. септембра 2020. објавио нови албум под називом Сви у кући. Албум је изашао за продукцијску кућу IDJTunes, на њему се налази 11 песама, а као гости се појављују Арафат, Стева Махадева, Крешо Бенгалка, Дана Барбара, Огњен, Зли Тони и Елон.
У јануару 2024. године ухапшен је на Златибору због претњи.

## Дискографија

### Албуми и ЕП-ови
- Сам у кући (2018)[10]
- Мало јачи гас (ft. Мили, 2018)
- Сви у кући (2020)

### Микстејпови
- (2013)
- (2016)[11]

### Синглови
- Марихуана (ft. Милиграм, Јелена Карлеуша, 2018)
- (2019)[12]
- Hollywood (2019)
- Секс здравље православље (2020)
- Flex (ft. Fox, 2020)
- Just do it (2020)